# Kanton Domfront
Kanton Domfront (francouzsky Canton de Domfront) byl francouzský kanton v departementu Orne v regionu Normandie. Při reorganizaci správního členění reformě kantonů v roce 2014 byl utvořen z 22 obcí, do té doby sestával z 11 obcí. V květnu 2016 sestával z 13 obcí (vzhledem k procesu slučování některých obcí).

## Obce kantonu (květen 2016)
- Avrilly
- Champsecret
- Chanu
- Domfront-en-Poiraie [p 1]
- Lonlay-l'Abbaye
- Le Ménil-Ciboult
- Montsecret-Clairefougère [p 2]
- Saint-Bômer-les-Forges
- Saint-Brice
- Saint-Christophe-de-Chaulieu
- Saint-Gilles-des-Marais
- Saint-Quentin-les-Chardonnets
- Tinchebray-Bocage [p 3]